# 吉野川市民プラザ
吉野川市民プラザ（よしのがわしみんプラザ）は、徳島県吉野川市鴨島町鴨島にある複合施設。愛称は日本フネン市民プラザ。

## 沿革
- 2020年（令和2年）4月1日 - オープン[1]。
- 2022年（令和4年）1月28日 - 同市川島町に本社を置く日本フネンが愛称権を取得し日本フネン市民プラザの愛称となる。

## 施設
- メインアリーナ
- 鴨島図書館
- ツドイニワ
- サブアリーナ
- 大会本部室
- トレーニング室
- 多目的室
- 調理室
- 和室
- カルチャーギャラリー
- 上桜スポーツグラウンド（吉野川市多目的グラウンド）

## 交通
- JR徳島線鴨島駅より徒歩約5分。
- 徳島自動車道「土成インターチェンジ」より車で約40分。